# Maman a tort
Maman a tort (My Mum Is Wrong nella versione inglese) è il titolo del primo singolo della cantautrice francese Mylène Farmer. È anche il primo singolo estratto dall'album di esordio della cantante, Cendres de lune, pubblicato il 1º aprile 1986. La canzone è stata venduta più di 100 000 copie in Francia.

## Versioni ufficiali
1. Maman a tort (radio version) (3:35)
2. Maman a tort (instrumental) (3:30)
3. Maman a tort (long version) (6:12)
4. My Mum Is Wrong (radio version) (3:47)
5. My Mum Is Wrong (long version) (6:45)

## Lista di artisti che hanno cantato una cover del brano
- Lio (nel 1991)
- A La Recherche De La Nouvelle Star (nel 2003)
- MF2003 (nel 2003)
- Philippe Katherine (2010)